# ラロトンガ航空

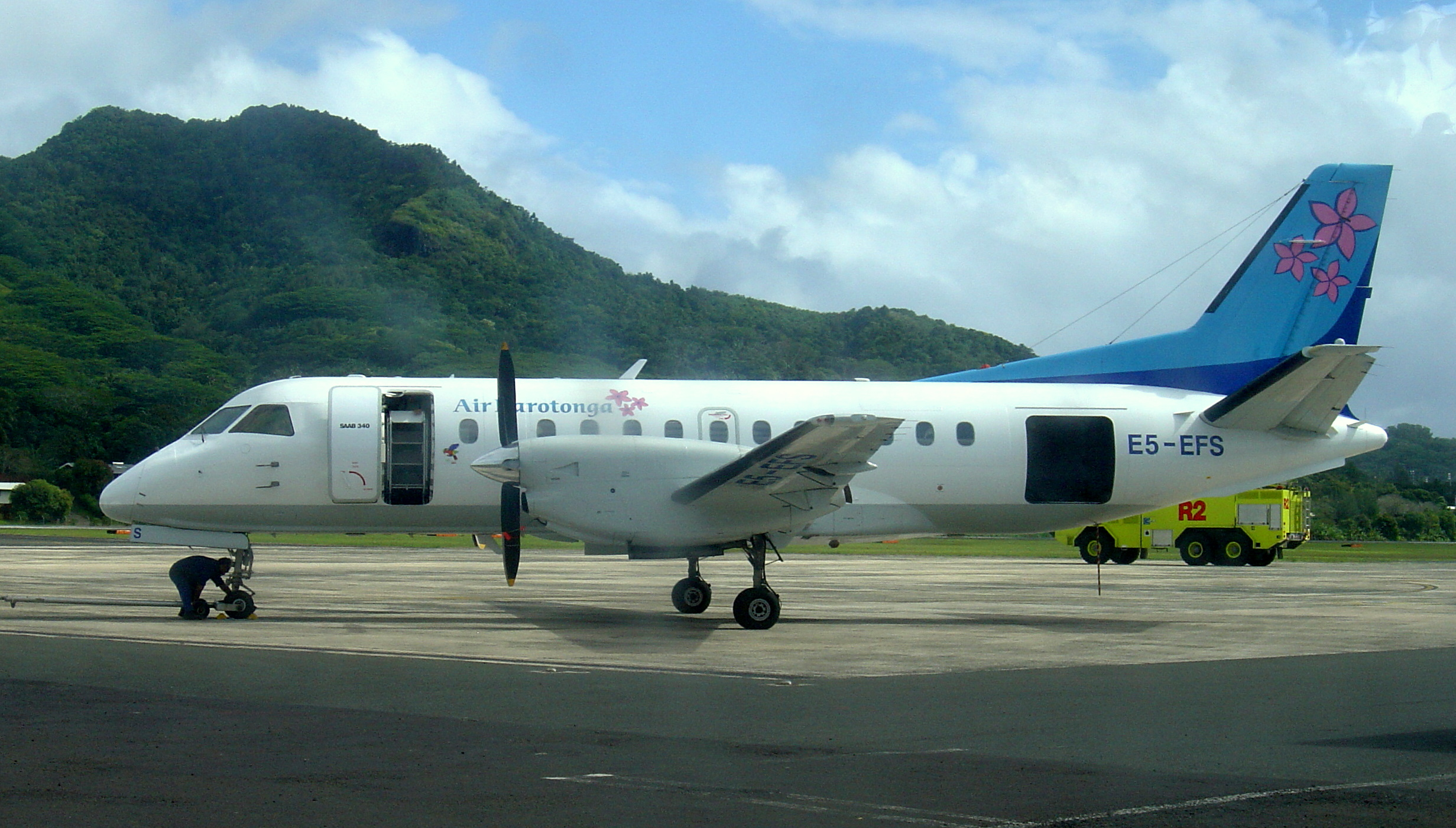
ラロトンガ航空のサーブ 340。
（2007年9月15日、ラロトンガ国際空港）

ラロトンガ航空 就航都市Map(2008年1月)

ラロトンガ航空（Air Rarotonga）は、クック諸島のラロトンガ島を本拠地としている航空会社である。ラロトンガ国際空港をベースにクック諸島内を結ぶ国内線を運航している。

## 歴史
ラロトンガ航空は1978年2月に1機のセスナ 337で設立され、7月に運航を開始。1991年にはニュージーランド航空とクック諸島政府の合弁会社であったクック諸島航空を買収した。
ラロトンガ航空は3名の個人投資家によって所有されている。

## 就航路線
ラロトンガ島のラロトンガ国際空港をハブ空港として、各島への航空便を運航している。
- アイツタキ島、アチウ島、プカプカ島、マウケ島（マウケ空港）、マニヒキ島、マンガイア島、ミチアロ島

国際線は、エアタヒチとのコードシェア便により、パペーテのファアア国際空港までの運航が提供されている。

## 機材
ラロトンガ航空の機材は以下の航空機で構成される（2008年）
- エンブラエル EMB 110 2機
- サーブ 340 1機
- セスナ 172 1機